# آنکل
آنکل (به انگلیسی: Unkle) (همچنین به صورت U.N.K.L.E. نیز نوشته می‌شود) نام گروه موسیقی بریتانیایی است که در سال ۱۹۹۴ توسط جیمز لاول و تیم گلدزورثی که هم‌کلاسی بودند بنیان نهاده شد.آنکل در واقع به عنوان یک گروه تریپ هاپ شناخته می‌شود و در دوره‌ای نیز با دی‌جی شادو همکاری کرده است.آنکل در طول دوران فعالیت خود موزیسن‌های مختلفی استخدام کرده و با موزیسین‌های زیادی کار کرده است.

## آلبوم‌ها

### آلبوم‌های استودیویی
- Psyence Fiction - ۱۹۹۸
- Never, Never, Land - ۲۰۰۳
- War Stories - ۲۰۰۷
- End Titles... Stories for Film - ۲۰۰۸
- Where Did the Night Fall - ۲۰۱۰

### دیگر آلبوم‌ها
- Do Androids Dream of Electric Beats - ۲۰۰۱
- Self Defence: Never, Never, Land Reconstructed and Bonus Beats - ۲۰۰۶
- More Stories ۲۰۰۸
- End Titles… Redux ۲۰۰۸
- Where Did The Night Fall - Another Night Out ۲۰۱۱